# 仙境伝印図
『仙境伝印図』（せんきょうでんいんず）とは、江戸時代後期に紀州藩士である参澤宗哲明という求道者が、嶋田幸安という町医者の託宣を受け、異界に伝わる印形を詳細に書写したという秘事伝法書のことである。この写本は参澤氏と所縁の深い旧家に保管されており、『名古屋自由学院短期大学研究紀要』第10号所収の岸野俊彦編「紀州藩平田学派国学者三沢明の思想的特長」には、調査された三沢（参澤）明著作目録リストを年代順に掲載しており、宗哲の著述や幸安から聞き書きした写本類も保管されていることがわかる。 
当時宗哲の書写したと思われる写本は全て年月日が記載されてはいるが、いくつかのものには記載不明のものがある。それでも書き写された本の題名や関連する文献から年代を推測すると、本書は嘉永年間頃（19世紀中頃）写されたのではないかと思わる。伝印図の末尾後文に 「清玉異人（幸安）曰く、仙境の印は凡人に見すべからず。袖の中にて結び、或いは手に帛紗を覆ふべし。秘印類は僧家へ洩らす事を堅く禁む。人界　神仙国　利信山人明 拝書」とある。 